# Élections municipales françaises de 1908
Les élections municipales se déroulent en France les 3 et 10 mai 1908.